# جودة الركابي
جودة الركابي (1913-1999) أديب وباحث ومرب وأستاذ جامعي سوري متخصص في  الأدب الأندلسي، ولد في صيدا وهاجرة مع والدته صغيرا
إلى حي الشاغور بدمشق موطن عائلتها ودرس في مكتب عنبر بدمشق وبدأ حياته المهنية مُدرّساً في مدينة دير الزور سنة 1935. سافر إلى فرنسا لدراسة الأدب العربي وتخرّج من جامعة السوربون حاملاً شهادة دكتوراة سنة 1947.

## مؤلفاته
- ابن سناء الملك (1948). دار الطراز في عمل الموشحات. تحقيق: جودة الركابي.

- جودت الركابي (1960). في الأدب الأندلسي. دار المعارف بمصر.

- جودة الركابي؛ جميل سلطان (1963). الارث الفكري للمصلح الاجتماعي عبد الحميد الزهراوي. المجلس الاعلى لرعاية الفنون والآداب والعلوم الاجتماعية. مؤرشف من الأصل في 2022-04-08.

- جودة الركابي؛ إسماعيل عبد الكريم؛ حسام الخطيب (1963). الوافي في الأدب العربي الحديث. مكتبة أطلس. مؤرشف من الأصل في 2022-04-08.

## وصلات خارجية
- جودة الركابي على موقع أرشيف الشارخ.